# Marineakademie der Helden der Westerplatte

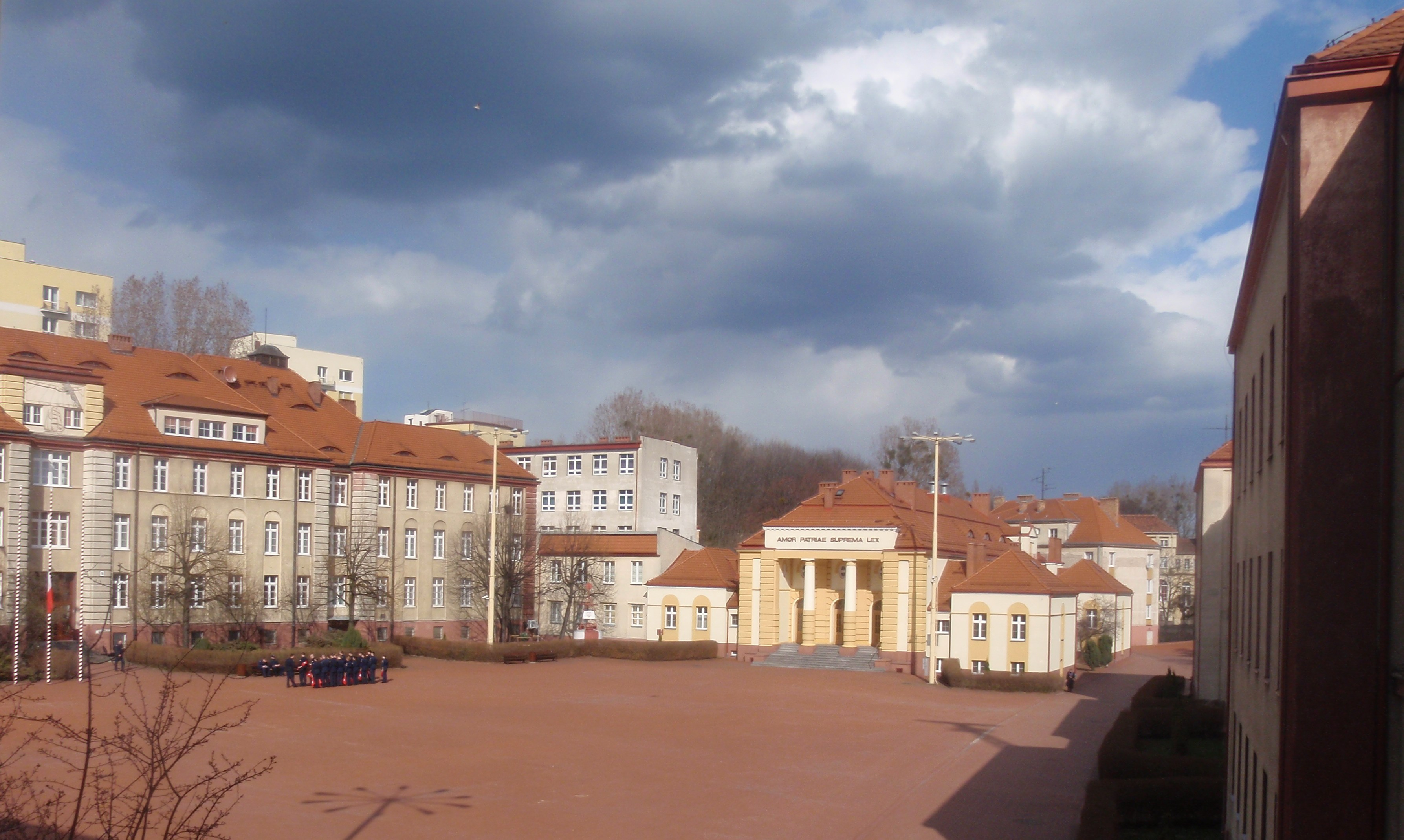

Die Marineakademie der Helden der Westerplatte (polnisch: Akademia Marynarki Wojennej im. Bohaterów Westerplatte) in Gdynia, Polen ist eine Universität für maritime Wissenschaften, die von Offiziersanwärtern der polnischen Marine und zivilen Studierenden sowie Offiziersanwärtern der Seestreitkräfte ausländischer Staaten (Katar, Kuwait, Saudi-Arabien) besucht wird.

## Lehrangebot
Offiziersanwärtern werden derzeit die Fächer Navigation, Maschinenbau, Automatik und Robotik, Mechatronik und Cybersicherheit angeboten. Zivilen Studierenden stehen darüber hinaus 13 Studienfächer offen. Ein gemeinsamer Unterricht von Offiziersanwärtern und zivilen Studierenden wie beispielsweise an der Theresianischen Militärakademie findet derzeit nicht statt. Die Universität bezeichnet sich selbst als „eine Universität für Führungskräfte und ein führendes Forschungszentrum“. Darüber hinaus ist die AMW Teil von EMILYO/Erasmus+.